# Philippe Gaussot
Philippe Gaussot, né le 28 août 1911 à Belfort et mort le 12 mars 1977 à Chamonix-Mont-Blanc, est un journaliste français.
Il participe à la création du quotidien Le Dauphiné libéré au sein duquel il travaille de 1945 à 1977. Chef de l'agence locale de Chamonix, il réalise de très nombreuses photographies d'intérêt historique et écrit plusieurs livres.

## Biographie

### Premières années
Philippe Gaussot nait le 28 août 1911 à Belfort où son père, alors capitaine, était en garnison. Petit dernier d’une fratrie de huit enfants, il est pratiquement le seul à n’embrasser ni la carrière militaire, ni la religion. En 1914, les Gaussot doivent fuir Belfort sous les bombardements pour se réfugier à Bar-le-Duc, puis à Besançon, avant de s’installer en 1920 à Bayonne, où ils vivent très heureux pendant quatre ans, bien que désargentés. En 1924, retour à Besançon, puis la famille s’installe en 1929 à Paris, pour que les deux plus jeunes puissent poursuivre leurs études. Attiré par les colonies, il entre au lycée Louis-le-Grand pour préparer l’École nationale de la France d’outre-mer. Reçu en 1931, il choisit la section Indochine, espérant être nommé administrateur au Cambodge ou au Laos. De premiers ennuis de santé ruineront cette ambition. Parallèlement, Philippe passe sa licence en droit, fait un peu de scoutisme puis prend une part active au lancement et à la marche de la Jeunesse étudiante chrétienne (JEC) ; il s’occupe spécialement des publications, réalise plusieurs Agendas et Carnets de Route et écrit un livre sur la branche des Cadets, dont il est alors responsable, après avoir été secrétaire général. Il noue alors des contacts avec d’autres mouvements comme les Auberges de Jeunesse (où il rencontre Paul-Émile Victor) et les Jeunes Socialistes. À la fureur de son père, il remplace pendant quelques mois le chef des pionniers rouges du XIXe arrondissement. En 1936, il vit intensément l’avènement du Front populaire. De cette époque, datent ses premières virées en montagne, principalement à Barèges (camp Bernard-Rollot) et à Chamonix, où il fera à 18 ans le Grépon en tête de cordée, puis de nombreuses autres courses d’envergure. Il part faire son service militaire à Sospel, souhaitant s’éloigner le plus possible de Paris et vivre en paix comme gardien de montagne pendant un an. Réformé à la suite d’un problème pulmonaire, il doit regagner Paris, puis faire sa convalescence à Chamonix.

### Les guerres
Philippe Gaussot est ensuite délégué du comité de secours aux réfugiés d’Espagne. Durant la guerre civile, il mène une vie « passionnante, parce qu’utile ». Non mobilisable, il entre comme rédacteur au ministère de l’Information, dirigé par Jean Giraudoux. Plus tard, on lui ordonne de rejoindre Vichy pour lancer une revue pour les Compagnons de France. Installé à Lyon, il occupe son premier poste de journaliste professionnel comme rédacteur en chef. L’orientation politique prise par le journal ne lui plaisant pas, il quitte Compagnon pour fonder l’hebdomadaire Marche, qui était en fait un organe de résistance camouflé. Après plusieurs rappels à l’ordre du secrétariat général de l’information, la parution de Marche est suspendue, et Philippe Gaussot est convoqué à Vichy. Au lieu d’obtempérer, il gagne Marseille et entre dans le service de renseignements du réseau de résistance Corvette, comme agent de liaison et chargé de mission de première classe, notamment en Espagne, sous le nom de Guy Latour. Cette période « rocambolesque et exaltante » lui inspire un livre, Melpomène se parfume au camphre, vendu au profit des veuves et orphelins du réseau. Grillé au cours d’une mission qui devait se terminer tragiquement, il est affecté à Lyon au réseau Côtre, où il est chargé du contrôle de la navigation fluviale. Il travaille par la suite au centre-école de Jeunesse et Montagne de Montroc, assurant le secrétariat de rédaction du bulletin Trait d’union de la jeunesse aérienne, puis est affecté comme inspecteur au service de la police des Forces françaises de l’intérieur pour la haute vallée de l’Arve, dépendant de l’ancien maire Raoul Lanet ; il photographie la libération de Chamonix.

### Chamonix-Mont-Blanc
Ne souhaitant plus vivre à Paris, « pour rien au monde », et aussi pour raisons de santé, il s’installe définitivement à Chamonix avec sa première épouse Jacqueline Blanc et leurs trois filles, Mireille, Annette et Gentiane. Ces temps d’après-guerre sont très difficiles. Philippe Gaussot fait un peu de portraits et des photos pour divers magazines, puis il écrit un livre sur le ski avec son ami James Couttet, champion du monde, et deux livres pour enfants aux éditions Jean Landru, Hoppy la Marmotte et You-Pi le Chamois, illustrés par le dessinateur des Pieds nickelés, son ami Pellos. Il entre ensuite comme correspondant au journal Les Allobroges, assurant également la correspondance de France-Soir, du Parisien libéré, du Figaro, de La Suisse et d’autres encore.

### Le Dauphiné libéré
En septembre 1945, il entre enfin au Dauphiné libéré, où il restera jusqu’à sa mort. Il fait partie de l’équipe de fondation du journal, avec Louis Richerot et Louis Bonnaure. Il couvre les principaux événements sportifs comme les jeux olympiques d’hiver et les championnats du monde de ski, et tous les gros drames de la montagne: crash du Malabar Princess, Vincendon et Henry, chute de l’Alouette II de Wachter, puis celle de Cessou-Provost, pilier du Frêney, avalanche de la Verte, crash du Kangchenjunga, face ouest des Drus, avalanches de Val d'Isère et du Plateau d'Assy, face nord des Grandes Jorasses… Philippe Gaussot couvre l’inauguration de tous les refuges de la vallée, et assure le reportage de la construction du téléphérique de l'Aiguille du Midi, des télécabines de la Vallée Blanche, de la Flégère, des Grands Montets, et du tunnel du Mont-Blanc. « Peu de journalistes ont eu autant de sujets à traiter durant leur carrière sans quitter leur secteur ! un coin où on était vraiment gâté… ». Ses célèbres Propos de la Marmotte constituent une chronique virulente et drôle de la vie chamoniarde, attendue par certains et redoutée par d’autres. Il écrira également différents ouvrages sur Chamonix et sa vallée, et un livre sur le ski et ses amis skieurs, Histoires de ski, préfacé par Marielle Goitschel. Divorcé en 1952, il se remarie en 1954 avec Colette Mongin, avec laquelle il aura deux enfants, Jean-Philippe et Christine. Chef de l’agence du Dauphiné, inaugurée en 1959, il sera épaulé notamment par Anita Hesse, Édouard Trichon, Fernand Nugue, Bernard Lagarrigue, Patrick Fiole, Hubert Gay-Couttet puis Jean-Paul Roudier, qui lui succéda à son poste en novembre 1976. Resté dans les cadres du journal, Philippe Gaussot s'occupe alors de la haute vallée de l’Arve, à l’exclusion de Chamonix, pour les enquêtes et les reportages. Ceci aurait dû se poursuivre jusqu’au 31 mars 1977, date à laquelle il aurait dû prendre sa retraite mais souhaitait continuer à travailler au journal comme pigiste.

### Hommages
Philippe Gaussot meurt le 12 mars 1977 à Chamonix à 65 ans, après une longue maladie, salué par ses confrères comme « une personnalité régionale au caractère trempé, l’un des plus brillants journalistes sportifs de son époque, d’une compétence et d’une conscience professionnelle incontestées »,,,,,.
Colette Gaussot meurt à 81 ans le 27 juillet 2013 à Chamonix. Jean-Philippe Gaussot habite Chamonix, il s'applique à mettre en valeur le patrimoine journalistique de son père et réalise un site internet lui rendant hommage.
En mai 2014, un fort bel ouvrage intitulé Chamonix libéré est consacré par Pierre-Louis Roy et Corinne Tourrasse aux photos et articles de Philippe Gaussot entre 1944 et 1959.

## Publications

### Ouvrages
- Carnets de route et Agenda scolaire, éditions de la JEC, 1936 à 1941
- Les Cadets de la JEC, éditions SPES, 1937
- Melpomène se parfume au camphre, éditions Marco, 1945
- Hoppy la marmotte, illustrations de Pellos, éditions Jean Landru Chamonix, 1945
- You-Pi le chamois, illustrations de Pellos, éditions Jean Landru Chamonix, 1946
- Ski - Technique, compétition, montagne, avec James Couttet, photographies de Georges Tairraz, éditions Jean Landru Chamonix, en un ou trois volumes, 1947
- idem, traduit en japonais, copyrighted in Japan by Hakusuisha, Tokyo, 1948
- Le Ski, éditions de Varenne, 1951
- Encyclopédie universelle des sports - Le ski et les sports d'hiver, ouvrage collectif, Lavail - Union européenne d'édition, 1960
- Histoires de ski, préface de Marielle Goitschel, éditions Calmann-Lévy, 1966
- Chamonix Mont-Blanc, photographies de Pierre Tairraz, éditions Navarre-La Rochelle, 1968
- Sports et jeux de neige, avec Pierre Bellin et Marc Jasinski, éditions Dargaud, 1968
- Hoppy la marmotte, illustrations de Pellos, éditions Mythra Chamonix, 1973
- Chamonix Mont-Blanc et sa vallée, éditions SAEP Ingersheim, 1975

Paul Gignoux, à l'époque président de la Fédération française de ski, écrit dans la préface de Ski - Technique, compétition, montagne : « L'association de James [Couttet] avec Philippe Gaussot, le spécialiste du ski en compétition et en montagne, ajoute à ces livres une forme vivante par quelqu'un qui a toujours su critiquer de façon constructive ».

### Ouvrages incluant ses photographies
Cette liste n'est pas exhaustive. Par ailleurs, Philippe Gaussot ne marquait pas toujours son nom au dos de ses photos, et il en faisait volontiers don à ses amis, alpinistes et autres. Il est donc fréquent et pas toujours intentionnel que des photos de lui soient publiées sans lui être attribuées. Enfin certains auteurs et la plupart des journaux, comme le Dauphiné libéré, se contentent souvent de signaler que les photos qu'ils publient font partie de leurs archives, sans citer le photographe.
Les photographies de Philippe Gaussot ont été publiées dans les livres suivants :
- Chamonix libéré, l’envol et la vie d’une vallée entre 1944 et 1959 sous le regard du journaliste-photographe Philippe Gaussot, de Pierre-Louis Roy et Corinne Tourrasse (éditions Atelier Esope, 2014, 360 pages, plus de 800 photos) ;
- Le ski par la technique française, d'Edouard Frendo (éditions Jean Landru Chamonix, 1946) (deux photos des champions de ski Francis Bozon et James Couttet) ;
- Le ski en 200 mots, de James Couttet, plaquette publicitaire (éditée par le couturier du ski Olympic, a priori 1955) ;
- Lumière et beauté, revue réservée au corps médical (éditée par le laboratoire Actifran, janvier 1956) ;
- Carnets du vertige, de Louis Lachenal et Gérard Herzog (éditions Pierre Horay, 1956) (texte de Louis Lachenal, réalisé avec l'aide de Philippe Cornuau, et en partie censuré par Maurice Herzog et son frère Gérard ;
- Les conquérants de l'inutile, de Lionel Terray (éditions Gallimard, 1961) ;
- Les cahiers de Savoie 2, Louis Armand trois fois vingt ans, de Louis Armand, Daniel-Rops et al. (éditions Les journaux régionaux associés, avril-juin 1965) ;
- Les compagnons de l'Alouette, de Jean-Louis Lumpert (éditions Arthaud, 1973) ;
- Chamonix, une vallée, des hommes, collectif, préface de Roger Frison-Roche, bibliothèque municipale de Chamonix (éditions Edimontagne, 1978) ;
- Chamonix fait son cinéma, de Françoise Rey et Catherine Cuenot (conseil général de Haute-Savoie et ville de Chamonix Mont-Blanc, éditions Atelier Esope, 1995) ;
- Les conquérants de l'inutile, de Lionel Terray (éditions Guérin, 1995) (nouvelle édition avec une iconographie plus importante, premier livre publié par Michel Guérin) ;
- Carnets du vertige, de Louis Lachenal et Gérard Herzog (éditions Guérin, 1996) (première version intégrale du texte de Louis Lachenal, avec des compléments) (quatre des photos de Philippe Gaussot publiées dans cet ouvrage ne lui ont pas été créditées : celle de la page 76 prise à la libération de Chamonix, celle de la page 129 représentant Lionel Terray, celle de la page 157 avec Lachenal et Terray, qui posent devant le chalet des Gaussot au Clos des Charmilles, celle de la page 311 avec Lachenal et le docteur Menegaulx) ;
- Chronique de la Haute-Savoie pendant la seconde guerre mondiale, t. 4, Le Prix de la liberté, de Michel Germain (éditions La Fontaine de Siloé, 1998, 2006) (dont quelques photos attribuées par erreur à M. Arpin) ;
- Le Versant du soleil, de Roger Frison-Roche, iconographie de Catherine Cuenot (éditions Guérin, 1999) (nouvelle édition augmentée de l'ouvrage paru aux éditions Flammarion en 1981 et Arthaud en 2007) (une photo de la libération de Chamonix) ;
- Chamonix Mont-Blanc 1860-2000, les coulisses de l'aménagement, de Bernard Debardieux (éditions Edimontagne, mai 2001) (dont plusieurs photos simplement créditées Dauphiné Libéré) ;
- L'aiguille du Midi et l'invention du téléphérique, de Pierre-Louis Roy (éditions Glénat, 2004) ;
- 50 ans de l'aiguille du Midi, 1955-2005, plaquette d'exposition, de Pierre-Louis Roy et Catherine Cuenot (Compagnie du Mont-Blanc, éditions Atelier Esope, 2005) ;
- La Liberté perdue et retrouvée du pays du Mont-Blanc, chronique de la seconde guerre mondiale, de Pierre Dupraz (auto-édité, 2005) ;
- Envoyé spécial, 50 ans de reportages à Chamonix, de Christian Brincourt (éditions Guérin, 2005) ;
- La liaison, le fil au-dessus du glacier, de Federica Busa et Cesare Bieller (Musumeci Éditeur, 2007) ;
- Le Mont-Blanc Express, Le Fayet Chamonix Vallorcine 1908-2008, de Pierre-Louis Roy (éditions Glénat, 2008) ;
- L'Aiguille du Midi, un téléphérique au plus près du mont Blanc, de Pierre-Louis Roy (éditions Glénat, 2011) ;
- Les cahiers de l'oncle Ambroise - Les mémoires d'Ambroise Couttet, de Daniel Chaubet (éditions Neva, mars 2013) (photo page 26 et vraisemblablement aussi page 25) ;
- Combats aux sommets, 1939-1945 dans le massif du Mont-Blanc, de Laurent Demouzon (éditions de la Tour, 2013) (photos par erreur non créditées, notamment de la libération de Chamonix) ;
- Les refuges dans les Alpes, abris du ciel, défis des hommes, d'Antoine Chandellier (éditions Le Dauphiné Libéré, septembre 2014) ;
- ENSA, l'école des sommets: 70 ans de ski et d'alpinisme (éditions Glénat, juin 2015) ;
- Le Roman de Chamonix, de Sophie Cuenot (éditions Guérin, octobre 2015) ;
- Les Refuges du Mont-Blanc, de Dominique Potard (éditions Guérin, mai 2016) ;
- Maurice Baquet, portrait avec violoncelle, de Hervé Bodeau (éditions Guérin, novembre 2016, en deux volumes) ;
- Les Conquérants de l'inutile, de Lionel Terray (éditions Guérin, 2017) (nouvelle édition dans un format plus petit) (une des photos de Philippe Gaussot publiées dans cet ouvrage ne lui a pas été créditée : la sixième entre les pages 288 et 289 avec Louis Lachenal et Terray, qui posent devant le chalet des Gaussot au Clos des Charmilles) ;
- Naufrage au Mont-Blanc, l'affaire Vincendon et Henry, d'Yves Ballu (éditions Guérin, mars 2017) (nouvelle édition augmentée de l'ouvrage paru aux éditions Glénat en 1997) ;
- Le destin m'a donné des ailes, de Charles et Thomas Schmitt (éditions de l'Officine, mars 2017) ;
- Jacques Anquetil, histoire d'un géant, de François Pédron, Pascal Meynadier et Marc Brincourt, préface de Raymond Poulidor (éditions du Chêne, juin 2017) ;
- Annapurna, une histoire humaine, de Charlie Buffet (éditions Guérin, octobre 2017) ;
- Reparto Corse Lancia, Stratos il mito diventa leggenda, de Gianni Tonti, Emanuele Sanfront, Sergio Remondino, Thomas Popper et Helmut Deimel (éditions Ephedis, mars 2018) (photos de la Ronde hivernale et des 24 heures sur glace de Chamonix dans les années 1970) ;
- Une histoire du secours en montagne, de Blaise Agresti (éditions Glénat, novembre 2018) ;
- Mémoires de Jean Ravanel, de Béatrice et Nathalie Ravanel (édition à compte d'auteur, décembre 2018) (deux photos de Jean Ravanel avec le maréchal Montgomery en 1949) ;
- James Couttet, la fabuleuse histoire d'une légende du ski français, de Marcel Pérès et Anselme Baud (éditions du Château, janvier 2019) ;
- Dico Vertigo, dictionnaire de la montagne au cinéma en 500 films, de Bernard Germain (éditions Guérin, octobre 2019) ;
- La Plage de Chamonix, le casino municipal du Bouchet et autres lieux, de 1900 à 1970, de Jean-Philippe Gaussot (édition à compte d'auteur, atelier Esope, octobre 2019) ;
- Aidez les réfugiés! Josep Maria Trias i Peitx, un home d'acció entre catòlics i quàquers, de Gemma Caballer Albareda (éditions Editorial Gregal, janvier 2020) ;
- Rappels, de Louis Lachenal (éditions Guérin, septembre 2020) (nouvelle version intégrale des carnets du vertige de Louis Lachenal, avec le titre qu'il souhaitait et des compléments, notamment l'article-hommage de Philippe Gaussot paru après sa mort) (deux des photos de Philippe Gaussot publiées dans cet ouvrage ne lui ont pas été créditées : celle de la page 226 avec Lachenal, Maurice Herzog et le docteur Menegaulx, celle de la page 261 avec Lachenal et Henri Ziegler) ;
- Chamonix Mont-Blanc, l'aiguille du Midi, de Elisa Giacomotti et Joël Alessandra (éditions Elisa, septembre 2020) (photographies reproduites sous forme de dessins) ;
- Aragón desgajado, los exilios republicanos de 1939, d'un collectif coordonné par Alberto Sabio Alcutén (éditions Doce Robles, octobre 2020) ;
- Les Conquérants de l'inutile, de Lionel Terray (éditions Guérin, octobre 2020) (nouvelle iconographie) (une des photos de Philippe Gaussot publiées dans cet ouvrage ne lui a pas été créditée : celle de la page 128 avec Louis Lachenal et Terray, qui posent devant le chalet des Gaussot au Clos des Charmilles) ;
- Chamonix Hockey Club 1910-2020, de Marc Branchu et Rémy Naville (éditions Jussy, mars 2021) ;
- Le Roman des guides, de Gilles Chappaz (éditions Guérin, avril 2021) ;
- Le premier plus haut téléphérique du monde, de Bruno Dupety et Fabrice Bertolotto (éditions du Mont-Blanc, mai 2021) ;
- Compagnie des guides de Chamonix, 200 ans d'histoire(s), de Joëlle Dartigue-Paccalet et David Ravanel (éditions Glénat, mai 2021) ;
- Médailles & légendes, de Catherine Cuenot et Emilie Talon, préface de Jean-Philippe Couttet (éditions Esope, août 2021) ;
- Chemins de l'exil - Photographies de Philippe Gaussot (Caminos del exilio - Fotos de Philippe Gaussot), de Véronique Salou-Olivares, Begoña Maceiras, Ramón Pino, Aimable Marcellan, Stéphane Brochier, Felip Solé, Grégory Tuban, Jean-Philippe Gaussot, Gemma Caballer Albareda, Queralt Solé, Célia Keren) (conçu et édité par l'Association 24 Août 1944, 2022) (catalogue d'exposition, 100 pages, 60 photos inédites, cartes et textes explicatifs) ;
- Cristallier, la fièvre de l'or rose, de Jean-Franck Charlet (éditions Guérin, mai 2022) (photos pages 12, 13, 15, 24 et 36h) ;
- Compagnie des guides de Chamonix, 200 ans d'histoire(s), de Joëlle Dartigue-Paccalet et David Ravanel (éditions Glénat, juillet 2022) (nouvelle édition dans un format plus petit) ;
- Une histoire de l'aiguille du Midi et des téléphériques, de Pierre-Louis Roy (éditions Glénat, septembre 2022) ;
- Une histoire des skis Dynamics, de Jean Michal (éditions Books on Demand, novembre 2022) (pas de photo, mais la reproduction d'un article de Philippe Gaussot paru dans L’Équipe du 22 mars 1955 et consacré aux nouveaux skis réglables) ;
- Chamonix change de siècle, de Jean-Philippe Gaussot (édition à compte d'auteur, atelier Esope, juin 2023) (196 pages, 320 photos de Philippe et Jean-Philippe Gaussot) ;
- Le château de Pommiers (Saint-Félix-de-Foncaude) - Mille ans d'histoire, de Jean-Claude Huguet, Sylvie Faravel et al. (éditions Aspects, novembre 2023) (photos des enfants espagnols réfugiés en 1939) ;
- Le Montagnard, de Lionel Daudet (éditions Stock, novembre 2023) (photo de couverture représentant Lionel Terray) ;
- Le roman de Chamonix, de Sophie Cuenot (éditions Guérin, novembre 2023) (nouvelle édition avec un chapitre consacré aux premiers Jeux d'hiver en 1924 à Chamonix) ;
- Club Alpin Français - Une histoire d'alpinisme volontaire, de Thomas Vennin (éditions Guérin, novembre 2023) ;
- Tairraz - Quatre générations de guides photographes, de Corinne Tourrasse et al., catalogue d'exposition (édité par le musée de l'Ancien Évêché de Grenoble, novembre 2023) ;
- Chamonix 1924 : les premiers Jeux olympiques d'hiver, de Julien Sorez, Joëlle Dartigue-Paccalet et al. (éditions Glénat, décembre 2023).

Les photographies de Philippe Gaussot ont été utilisées dans les articles de périodiques suivants :
- La construction d'Albert 1er et des Grands Mulets, par François Lederlin (La Montagne et Alpinisme, no 29, octobre 1960) ;
- 5 mois de compte à rebours pour 150 secondes de course, par Olivier Merlin et Gérard Géry (Twenty, janvier 1964) ;
- Anquetil, l'histoire d'un géant, par Jacques Goddet, Jean Cau, André Darrigade et Raymond Poulidor (Paris Match, no 2009 hors série, novembre 1987) ;
- Chamonix 1939-1945, par Michel Germain (Relief, la revue de Chamonix Mont-Blanc, no 12, printemps 2000) ;
- 20 minutes sur le câble de l'aiguille, par Elsa Cadier (Alpes Magazine, no 94, juillet-août 2005) ;
- L'aiguille du Midi fête ses 50 ans, par Anne Nguyen (Montagne Leaders, no 190, août 2005) ;
- 100 ans de téléphériques à l'aiguille du Midi, par Pierre-Louis Roy (Les Journées du Patrimoine, publié par la Mairie de Chamonix Mont-Blanc, année 2005) ;
- Des techniciens de haut vol à l'aiguille du Midi, par Alexandra Collomb (Le Messager Faucigny, no 29, 22 juillet 2010) ;
- L'aiguille du Midi, la folle épopée du téléphérique, par Philippe Bonhème (Alpes Magazine, no 124, août-septembre 2010) ;
- L'aiguille du Midi au firmament, par Catherine Foulsham (Le Figaro Magazine, no 21406, 31 mai 2013) ;
- Chamonix, un village français, par Philippe Bonhème (Alpes Magazine, hors-série, juillet-août 2014) ;
- Baquet fait son cirque!, par Pierre-Louis Roy et Corinne Tourrasse (L'Alpe, no 66 Excentriques, fadas et autres rêveurs..., automne 2014) ;
- Avec les araignées du ciel, par Pierre-Louis Roy et Corinne Tourrasse (L'Alpe, no 67 Au bout du fil, le câble à l'assaut de la pente, hiver 2015) ;
- La controverse du Frêney, par Eric Vola (Cimes 2015, revue du GHM, mai 2015) ;
- Une petite chronologie de l'alpinisme, par Daniel Léon (L'Alpe, no 69 Alpinisme, patrimoine de l'humanité?, été 2015) ;
- Un violoncelle en montagne, par Hervé Bodeau (Altus, vallée de Chamonix-Mont-Blanc, numéro d'hiver 2018, décembre 2017) ;
- A la une, iconographie en couverture (L'Alpe, no 80 La marche, printemps 2018) ;
- Cosmiques à la loupe, par Pierre-Louis Roy (L'Alpe, no 84 Observatoires, un œil sur le cosmos, printemps 2019 ;
- Un laboratoire architectural, par Jean-François Lyon-Caen (L'Alpe, no 88 Refuges, de l'abri de fortune au tourisme d'altitude, printemps 2020) ;
- Pic Philippe, par l'équipe de rédaction du magazine (Histoires de Savoie, no 9, hiver 2020-2021) ;
- L'étoile du Petit Prince des Neiges brille toujours..., par Nathalie Balmat (Pulsations, le magazine du Club des Sports de Chamonix, no 31, hiver 2021-2022) (article consacré au champion de ski François Bonlieu) ;
- 50 bougies !, par Nathalie Balmat (Pulsations, le magazine du Club des Sports de Chamonix, no 32, été 2022) (article consacré aux 50 ans du club de natation de Chamonix, page 70 ; photos prises le 14 janvier 1971 à la piscine de l'hôtel Mont-Blanc, et le 6 mai 1972 à la piscine du tout nouveau centre sportif Richard Bozon) ;
- Dossier Secours en montagne, par différents auteurs (L'Alpe, no 101 Secours en montagne, été 2023) ;
- La météorologie pendant la Retirada, par Jordi Mazon, Lluís Bassaganya, David Pino, Jordi Mercader, Jordi Moré (article universitaire, Espagne, septembre 2023) ;
- Sur les pas de Lionel Terray, géant de l'alpinisme (Saint-Brice Mag, numéro 228, janvier 2024) (annonce d'une rencontre-lecture dans le bulletin municipal de Saint-Brice-sous-Forêt, Val d'Oise).

Les photographies de Philippe Gaussot ont été utilisées dans les films suivants :
- Chamonix Mont-Blanc, une histoire de conquêtes, documentaire de Jeanne Mascolo de Filippis (MC4 - INA - Montagne TV - Point Prod - France 3 Alpes, février 2015) ;
- Annapurna 1950, pour la patrie par la montagne, documentaire de Johan Andrieux (France Télévisions - Nomade Productions, décembre 2020) ;
- Aqui y alli, journal d'une exilée, film de Emma Fariñas (Les Productions de l'œil sauvage - ViàOccitanie - Les Zooms Verts, 2021) ;
- Encordés, 200 ans dans le regard des guides de Chamonix, film de Pierre Cadot (Yucca Films, 2021) ;
- Maria Casares, la mujer que vivió mil vidas, film de Xavier Villaverde (Agallas Films, 2022).

Les photographies de Philippe Gaussot ont été utilisées dans les expositions suivantes :
- 50 ans de l'aiguille du Midi, 1955-2005, réalisée par Pierre-Louis Roy, Catherine Cuenot et l'Atelier Esope, Chamonix, 2005 ;
- Le téléphérique de l'aiguille du Midi, réalisée par la Compagnie du Mont-Blanc, aiguille du Midi, 2012-2019 ;
- Grandir sous l'occupation, réalisée par la Maison de la Mémoire et du Patrimoine, Chamonix, 2013 ;
- Chamonix libéré, réalisée par Pierre-Louis Roy, Corinne Tourrasse et l'Atelier Esope, Chamonix, 2014-2016 ;
- Les 60 ans du CNEAS, réalisée par Pierre-Louis Roy et Corinne Tourrasse, Chamonix, 29 mai 2015 ;
- 70 ans du groupe des Rhodos chamoniards, réalisée par Christiane et Guy Guffroy, Servoz, 18 septembre 2016 ;
- L'utopie en exil, 1939-2019, réalisée par l'Association 24 août 1944, Paris, 9-10 février 2019 ;
- 80 ans de la Retirada, réalisée par le Mémorial d'Argelès-sur-Mer, plage d'Argelès, février-avril 2019 ;
- Mont-Blanc, 400 ans de passion, réalisée par la Compagnie du Mont-Blanc, aiguille du Midi, à partir d'avril 2019 ;
- Caminos del exilio - Colonias infantiles y campos de la Retirada : la obra humanitaria y fotográfica de Philippe Gaussot (Les chemins de l'exil - Des colonies d’enfants réfugiés aux camps de la Retirada : l’œuvre humanitaire et photographique de Philippe Gaussot), réalisée par Felip Solé, Grégory Tuban et l'Association 24 août 1944, Madrid, Espagne, du 4 décembre 2019 au 31 janvier 2020, prolongée ;
- Photographies du camp d’Argelès-sur-Mer, février-mars 1939, réalisée par Felip Solé, Grégory Tuban et l'Association 24 août 1944, Mémorial d'Argelès-sur-Mer, du 18 février au 16 mai 2020, prolongée jusqu'en octobre 2020 ;
- Philippe Gaussot - Caminos del exilio, réalisée par Kiko Herrero, Felip Solé, Grégory Tuban et l'Association 24 août 1944, Palacio de los Condes de Gabia, Grenade, Espagne, du 1er au 31 octobre 2020 ;
- Espace Héritage Simond, réalisée par l'entreprise Simond, Chamonix, exposition permanente (une photo montre Louis Lachenal examinant une lame de piolet dans l'atelier Simond des Bossons en 1953, avec Claudius Simond en arrière-plan) ;
- Réfugiés - Nostalgie, mémoire et exil, réalisée par Juantxo Egaña, Photomusée de Zarautz, Espagne, du 16 juin au 25 juillet 2021 ;
- Caminos del exilio - Colonias infantiles y campos de la Retirada : la obra humanitaria y fotográfica de Philippe Gaussot (Les chemins de l'exil - Des colonies d’enfants réfugiés aux camps de la Retirada : l’œuvre humanitaire et photographique de Philippe Gaussot), réalisée par Felip Solé, Grégory Tuban et l'Association 24 août 1944, Centro Cultural Jerome Mintz, Benalup - Casas Viejas et différents villages de la province de Cadix, Espagne, du 18 juin 2021 à fin janvier 2022 ;
- La Compagnie des Guides de Chamonix : une histoire d’adaptation, réalisée par la Maison de la Mémoire et du Patrimoine Janny Couttet, Chamonix, du 19 juin 2021 au 14 mai 2022 ;
- Visages de Guides, réalisée par la Maison de la Mémoire et du Patrimoine Janny Couttet, Maison de Village, Argentière, du 1er septembre au 26 novembre 2021 ;
- Les visages de l’exploration, réalisée par Aurore Saint Bris et les éditions Paulsen, Square Soutiras, Albertville, novembre 2021 ;
- Exilés, des résistants de la Retirada à aujourd’hui - Chemins de l'exil, réalisée par Felip Solé, Grégory Tuban, l'Association 24 août 1944 et les Territoires de la Mémoire, La Cité Miroir, Liège, Belgique, du 4 mars au 20 mai 2022 ;
- 70 ans de l'École de Physique des Houches, réalisée par l'École et Corinne Tourrasse, École de Physique des Houches, à partir du 23 mai 2022 ;
- 50 ans de l'Office de Haute Montagne, réalisée par l'OHM, parvis de la Maison de la Montagne, Chamonix, du 13 août au 13 septembre 2022 ;
- Auberges et refuges de la voie royale, réalisée par le service Culture et Patrimoine de la mairie de Saint-Gervais-les-Bains, Col de Voza, du 19 août au 31 décembre 2022 ;
- Visages d'exil 1939-2019, réalisée par l'Association 24 août 1944, Halle des Blancs Manteaux, Paris, du 24 au 30 août 2022 ;
- Caminos del exilio - Colonias infantiles y campos de la Retirada : la obra humanitaria y fotográfica de Philippe Gaussot (Les chemins de l'exil - Des colonies d’enfants réfugiés aux camps de la Retirada : l’œuvre humanitaire et photographique de Philippe Gaussot), réalisée par Felip Solé, Grégory Tuban et l'Association 24 août 1944, CMI Pumarín Gijón Sur, Asturies, Espagne, du 16 novembre 2022 au 8 janvier 2023 ;
- Camiños do exilio 1939, exposición de fotografías inéditas de Philippe Gaussot, réalisée par Felip Solé, Grégory Tuban et l'Association 24 août 1944, Casa Museo Casares Quiroga, La Corogne, Espagne, du 16 février au 7 mai 2023 ;
- Les chemins de l’exil ou l’œuvre humanitaire et photographique de Philippe Gaussot, réalisée par Felip Solé, Grégory Tuban, l'Association 24 août 1944 et l'Association Les amis du 24 août 1944 des Pyrénées Orientales, château royal de Collioure, du 18 février au 8 mai 2023 ;
- Caminos del exilio 1937-1940, exposición fotográfíca de Philippe Gaussot (Chemins de l'exil 1937-1940, exposition photographique de Philippe Gaussot), réalisée par Felip Solé, Grégory Tuban, l'Association 24 août 1944 et la Fondation Anselmo Lorenzo, Madrid, Espagne, du 15 juin au 14 juillet 2023 ;
- Ouvrages d'art aux Houches 1860 - 2023, réalisée par Yves Borrel, l'Association Dans l'Temps et le Musée Montagnard, Les Houches, du 1er juillet 2023 au 18 mai 2024 (avec un très intéressant catalogue d'exposition présentant davantage de photos) ;
- Chemins de l'exil 1937-1940, Philippe Gaussot, photographie et travail humanitaire avec les réfugiés de la guerre d'Espagne, réalisée par Felip Solé, Grégory Tuban, l'Association 24 août 1944 et le MUME (Museu Memorial de l'exili), La Jonquera, Girona, Espagne, du 28 octobre 2023 au 18 février 2024 ;
- Picasso and his support to the spanish exiled artists, réalisée par l'ambassade d'Espagne en Suède et l'Association 24 août 1944, Stockholm, Suède, du 4 au 5 novembre 2023 ;
- Tairraz - Quatre générations de guides photographes, réalisée par Corinne Tourrasse et le musée de l'Ancien Évêché, Grenoble, du 10 novembre 2023 au 1er septembre 2024 ;
- Chamonix 1924 : l'invention des Jeux Olympiques d'hiver, réalisée par la Maison de la Mémoire et du Patrimoine Janny Couttet, Chamonix, du 16 décembre 2023 au 15 mars 2025 ;
- 85 ans de la Retirada, réalisée par le Mémorial d'Argelès-sur-Mer, plage d'Argelès, février-avril 2024.

Les photographies de Philippe Gaussot ont été projetées lors des manifestations suivantes :
- Chamonix libéré, l'envol et la vie d'une vallée entre 1944 et 1959, conférence de Pierre-Louis Roy organisée par les Amis du Vieux Chamonix, Chamonix, 5 avril 2014 ;
- Festival international du film de montagne d'Autrans, projection de photos de Maurice Baquet lors de la soirée en son hommage, Autrans, 1er décembre 2016 ;
- Assemblée générale des Amis du Cinéma - Chamonix, projection de photos de l'inauguration du cinéma Vox le 27 juin 1958, Chamonix, 30 janvier 2017 ;
- La Plage de Chamonix, conférence de Jean-Philippe Gaussot organisée par les Amis du Vieux Chamonix, Chamonix, 16 décembre 2021 ;
- Des alpages aux champs de ski - Le Tour, Charamillon, Balme, conférence de Denis Cardoso organisée par les Amis du Vieux Chamonix, Chamonix, 24 mars 2023 ;
- Chamonix change de siècle, conférence de Jean-Philippe Gaussot organisée par l'ENSA, Chamonix, 27 septembre 2023.

Philippe Gaussot apparaît dans les ouvrages suivants :
- Crash au Mont-Blanc, les fantômes du Malabar Princess et du Kangchenjunga, de Françoise Rey (éditions Glénat, 1991, éditions Le Petit Montagnard, 2013) ; il y est décrit comme « le correspondant local du Dauphiné qui, connaissant tout le monde et étant apprécié de beaucoup, naviguait dans le milieu comme un poisson dans l'eau » ;
- Chamonix, 40 ans dans la vallée, de Jean-Philippe Charbonnier (éditions Glénat, mai 1992) ;
- Chamonix, portrait d'aujourd'hui, de Jean-Marc Milhomme et John Norris (éditions Glénat, 1996) ; « Hoppy la marmotte, ses parents Mère et Père Lajoie, You-Pi le chamois, Beppo et Rikki, Tschirb le grand "choucas" noir, le merle Gudili-You, enfants de Philippe Gaussot et de Pellos (papa aussi des Pieds Nickelés), tous nés à Chamonix. Sous l'œil avisé de Jean Landru, éditeur. Traces d'enfance » ;
- Meurtre au sommet, de José Giovanni (éditions Hoëbeke, 1997) ;
- Naufrage au Mont-Blanc, d'Yves Ballu (éditions Glénat, 1997, éditions Guérin, 2017) ; il y est décrit ainsi : « Parfait connaisseur des milieux chamoniards, Gaussot est la personne la mieux renseignée de la vallée ; il est l'informateur incontournable des familles, des guides, des alpinistes, des gendarmes même » ;
- Chamonix, les 250 acteurs du siècle (Relief, la revue de Chamonix Mont-Blanc, no 11, 1999) ;
- Les Chroniques chromatiques, de Jean Brissaud (éditions Atelier Esope, 2005) ;
- Envoyé spécial, 50 ans de reportages à Chamonix, de Christian Brincourt (éditions Guérin, 2005) ; dans le long paragraphe qui lui est consacré, l'auteur le décrit comme « mon ami, témoin essentiel de tous les événements qui marquèrent la moitié du siècle dans la vallée, un journaliste rigoureux, au ton parfois amer, d'une influence considérable » ;
- La Montagne à la une, de Philippe Bonhème (éditions du Mont-Blanc, 2013) ;
- Frison-Roche, une vie, d'Antoine Chandellier (éditions Arthaud, 2015) ; il apparaît comme « l'observateur avisé et la mémoire du Dauphiné libéré des Trente Glorieuses » ;
- Franche-Comté, dictionnaire du monde religieux dans la France contemporaine, de Laurent Ducerf, Vincent Petit, Manuel Tramaux et Bernard Giroux (éditions Beauchesne, mai 2016) ; il apparaît pour son rôle important au sein de la J.E.C. et pendant la résistance ;
- 1939, Exilio republicano español, collectif, catalogue d'exposition (édité par les ministères espagnols de la justice et de l'éducation, 2019) ; Juan Manuel Bonet le cite parmi les grands photographes, aux côtés de Robert Capa, Émile Savitry, Paul Senn et David Seymour ;
- Aidez les réfugiés! Josep Maria Trias i Peitx, un home d'acció entre catòlics i quàquers, de Gemma Caballer Albareda (éditions Editorial Gregal, janvier 2020) ; l'auteur décrit le rôle important joué par Philippe Gaussot dans l'aide aux réfugiés de la guerre civile espagnole.

## Pour approfondir